# 오마가리정
오마가리정(大曲町)은 아키타현 센보쿠군에 있던 정이다. 현재의 다이센시 중심부에 해당한다

## 역사
- 1889년 4월 1일 - 정촌제 시행에 의해 7촌의 구역에 해당하는 오마가리촌이 성립하였다.
- 1891년 7월 7일 - 정으로 승격해 오마가리정이 되었다.
- 1914년 7월 7일 - 아키타 센보쿠 지진이 발생하였고, 센보쿠군 대부분이 심각한 피해를 입었다.
- 1954년 5월 3일 - 하나다테촌, 우치오토모촌, 오카와니시네촌, 후지키촌, 요쓰야촌이 합병해 오마가리시가 성립하여, 동일 오마가리정은 폐지되었다.
- 2005년 3월 22일 - 오마가리시 가미오카정, 니시센보쿠정, 나카센정, 교와정, 난가이촌, 센보쿠정, 오타정과 합병해 다이센시가 성립하였다.

## 교통

### 철도
- 일본국유철도
  - 오우 본선

### 도로
- 국도 13호선